# Governo Truss
Il Governo Truss è stato il centesimo governo del Regno Unito; in carica dal 6 settembre 2022 al 25 ottobre 2022 per un totale di 1 mese, 2 settimane e 5 giorni si è formato in seguito alle dimissioni di Boris Johnson da Primo Ministro e dalla guida del Partito Conservatore, annunciate il 7 luglio dello stesso anno dopo una serie di polemiche che lo avevano pesantemente coinvolto. 
Il 5 settembre 2022 Liz Truss viene nominata leader del Partito Conservatore e il giorno successivo la regina Elisabetta II le ha affidato il mandato di Primo Ministro del Regno Unito. Truss diventa dunque la terza donna a ricoprire tale incarico, dopo Margaret Thatcher (in carica dal 1979 al 1990) e Theresa May (in carica dal 2016 al 2019).
Si trattava di un governo monocolore conservatore.
Con la morte della regina Elisabetta II l'8 settembre 2022 e la conseguente ascesa al trono del successore Carlo III, Liz Truss è diventata il primo Primo Ministro a prestare servizio sotto più di un monarca sin dai tempi di Winston Churchill nel 1952. È anche la prima donna Primo Ministro a guidare il governo britannico in nome di un re invece che di una regina, poiché sia Margaret Thatcher che Theresa May governarono sotto il regno di Elisabetta II.
Il 20 ottobre 2022, a seguito di una crisi di governo innescata da un malcontento generale all'interno del Partito Conservatore nei confronti di Liz Truss, quest'ultima ha annunciato le proprie dimissioni dalla carica di Primo Ministro e da quella di leader del Partito Conservatore, efficaci a partire dal 25 ottobre.
Si è trattato dell'esecutivo in carica per meno tempo della storia britannica.

## Situazione parlamentare
| Camera            | Collocazione | Partiti | Seggi     |
| ----------------- | ------------ | --- | --------- |
| Camera dei Comuni | Maggioranza  | Conservatori (357) | 357 / 650 |
| Camera dei Comuni | Opposizione  | Laburisti (200), Partito Nazionale Scozzese (48), Liberal Democratici (11), Partito Unionista Democratico (8), Sinn Féin (7), Plaid Cymru (4), Partito Social Democratico e Laburista (2), Alba (2), Partito Verde di Inghilterra e Galles (1), Partito dell'Alleanza dell'Irlanda del Nord (1) e Indipendenti (8) | 292 / 650 |

## Composizione
| Segretariato                                                                                               | Titolare | Titolare | Titolare                                   | Partito      |
| --- | -------- | -------- | ------------------------------------------ | ------------ |
| Primo ministro Primo lord del tesoro Ministro della funzione pubblica Ministro dell'Unione                 |          |          | Liz Truss                                  | Conservatore |
| Vice Primo ministro Salute                                                                                 |          |          | Thérèse Coffey                             | Conservatore |
| Cancelliere dello Scacchiere Secondo lord del tesoro                                                       |          |          | Kwasi Kwarteng (fino al 14 ottobre 2022)   | Conservatore |
| Cancelliere dello Scacchiere Secondo lord del tesoro                                                       |          |          | Jeremy Hunt (dal 14 ottobre 2022)          | Conservatore |
| Esteri e Commonwealth                                                                                      |          |          | James Cleverly                             | Conservatore |
| Affari interni                                                                                             |          |          | Suella Braverman (fino al 19 ottobre 2022) | Conservatore |
| Affari interni                                                                                             |          |          | Grant Shapps (dal 19 ottobre 2022)         | Conservatore |
| Lord cancelliere Giustizia                                                                                 |          |          | Brandon Lewis                              | Conservatore |
| Cancelliere del Ducato di Lancaster Ministro per le relazioni inter-governative Ministro per l'uguaglianza |          |          | Nadhim Zahawi                              | Conservatore |
| Difesa |          |          | Ben Wallace                                | Conservatore |
| Levelling up, edilizia abitativa e comunità                                                                |          |          | Simon Clarke                               | Conservatore |
| Affari economici, energia e strategia industriale                                                          |          |          | Jacob Rees-Mogg                            | Conservatore |
| Presidente per la COP26                                                                                    |          |          | Alok Sharma                                | Conservatore |
| Commercio internazionale Presidente del The Board of Trade                                                 |          |          | Kemi Badenoch                              | Conservatore |
| Lavoro e pensioni                                                                                          |          |          | Chloe Smith                                | Conservatore |
| Istruzione                                                                                                 |          |          | Kit Malthouse                              | Conservatore |
| Ambiente, alimentazione e affari rurali                                                                    |          |          | Ranil Jayawardena                          | Conservatore |
| Trasporti                                                                                                  |          |          | Anne-Marie Trevelyan                       | Conservatore |
| Irlanda del Nord                                                                                           |          |          | Chris Heaton-Harris                        | Conservatore |
| Scozia |          |          | Alister Jack                               | Conservatore |
| Galles |          |          | Sir Robert Buckland                        | Conservatore |
| Leader della Camera dei lord Lord del sigillo privato                                                      |          |          | Lord Nicholas True                         | Conservatore |
| Leader della Camera dei comuni Lord presidente del Consiglio                                               |          |          | Penny Mordaunt                             | Conservatore |
| Digitalizzazione, media, cultura e sport                                                                   |          |          | Michelle Donelan                           | Conservatore |
| Ministro senza portafoglio Presidente del Partito Conservatore                                             |          |          | Jake Berry                                 | Conservatore |
| Partecipanti alle riunioni del Gabinetto                                                                   |          |          |                                            |              |
| Ministro per l'Ufficio di Gabinetto                                                                        |          |          | Edward Argar (fino al 14 ottobre 2022)     | Conservatore |
| Ministro per l'Ufficio di Gabinetto                                                                        |          |          | Chris Philp (dal 14 ottobre 2022)          | Conservatore |
| Capo Whip alla Camera dei Comuni Segretario parlamentare del tesoro                                        |          |          | Wendy Morton                               | Conservatore |
| Segretario capo del Tesoro Tesoriere generale                                                              |          |          | Chris Philp (fino al 14 ottobre 2022)      | Conservatore |
| Segretario capo del Tesoro Tesoriere generale                                                              |          |          | Edward Argar (dal 14 ottobre 2022)         | Conservatore |
| Procuratore generale per l'Inghilterra e il Galles Avvocato generale per l'Irlanda del Nord                |          |          | Michael Ellis                              | Conservatore |
| Sviluppo                                                                                                   |          |          | Vicky Ford                                 | Conservatore |
| Ministro per la sicurezza                                                                                  |          |          | Tom Tugendhat                              | Conservatore |
| Ministro per le Forze Armate                                                                               |          |          | James Heappey                              | Conservatore |
| Ministro per il clima                                                                                      |          |          | Graham Stuart                              | Conservatore |

## Cronologia

### Settembre
- 5 settembre: Liz Truss viene eletta leader del Partito Conservatore.
- 6 settembre: La Regina Elisabetta II affida a Liz Truss l'incarico di formare il governo.
- 8 settembre: La Regina Elisabetta II muore al Castello di Balmoral e suo figlio Carlo diventa il nuovo sovrano del Regno Unito, con il nome di re Carlo III. Liz Truss diventa la prima donna Primo Ministro  a servire sotto due sovrani diversi, nonché la prima dai tempi di Winston Churchill nel 1952.
- 23 settembre: La sterlina riporta un crollo nei mercati internazionali a seguito dell'annuncio, da parte del Governo Truss, dell'introduzione di un mini-budget che prevede corposi tagli fiscali.

### Ottobre
- 14 ottobre: Il Cancelliere dello Scacchiere Kwasi Kwarteng viene licenziato dal Primo Ministro Liz Truss, e sostituito da Jeremy Hunt, che aveva in precedenza svolto l'incarico di Segretario di Stato per gli affari esteri e del Commonwealth nel Governo May II.
- 17 ottobre: Il Cancelliere dello Scacchiere Jeremy Hunt annuncia che saranno eliminati tutti i tagli fiscali decisi da Truss e da Kwarteng tramite il mini-budget, e risponde alle domande dei membri della Camera dei Comuni sulla politica economica del governo.
- 19 ottobre: Il Segretario di Stato per gli affari interni Suella Braverman si dimette. Liz Truss nomina come nuovo Segretario agli Interni Grant Shapps, che aveva svolto in precedenza l'incarico di Segretario per i Trasporti nel primo e nel secondo governo Johnson. Lo stesso giorno, una discussione alla Camera dei Comuni sulla proposta di calendarizzare la cosiddetta Ban on Fracking for Shale Gas Bill (traducibile come Proposta di legge per rendere illegale la fratturazione idraulica) mette in luce le divisioni presenti all'interno della maggioranza. Un numero consistente di parlamentari conservatori è infatti favorevole alla sua approvazione, mentre Liz Truss esprime parere contrario. La proposta finisce per essere respinta con 230 voti favorevoli e 326 contrari, ma diversi esponenti della maggioranza non partecipano al voto.[8]
- 20 ottobre: Dopo che 17 parlamentari conservatori chiedono che sia indetto un voto di sfiducia nei confronti del Primo Ministro Liz Truss, quest'ultima annuncia le sue dimissioni, affermando che rimarrà in carica fino alla nomina del nuovo leader Conservatore.
- 24 ottobre: Rishi Sunak viene nominato leader del Partito Conservatore dopo il ritiro dalla corsa alla leadership di Penny Mordaunt, unica sua sfidante.
- 25 ottobre: Con la formalizzazione delle dimissioni di Liz Truss in presenza del Re, che di conseguenza concede a Rishi Sunak il mandato di Primo Ministro, termina ufficialmente il governo Truss.

### Esplicative
1. ↑  Le dimissioni, pur dichiarate il 20 ottobre, hanno avuto efficacia solo a partire dal 25 ottobre, in seguito alla proclamazione del nuovo leader dei conservatori (e conseguente nuovo primo ministro)
2. ↑  Viene riportata la situazione parlamentare solo di questa camera (e non anche della Camera dei Lord) poiché solo quest'ultima ha il potere di controllare il rapporto di fiducia con l'esecutivo
3. ↑  Formalmente, Ministro di Stato nell'Ufficio di Gabinetto

### Fonti
1. ↑   Boris Johnson si dimette dalla guida dei Tory: "Deve esserci un nuovo leader e un nuovo premier", Rai News, 7 luglio 2022.
2. ↑   Chi è Liz Truss, la nuova leader dei Conservatori che sostituirà Boris Johnson alla guida del Regno Unito, Forbes Italia, 5 settembre 2022.
3. ↑   La regina Elisabetta ha nominato Liz Truss nuovo premier britannico, AGI, 6 settembre 2022.
4. ↑   Enrico Franceschini, Gran Bretagna, la premier Liz Truss: "Mi dimetto", su www.repubblica.it, 2022-20-07.
5. ↑   Elizabeth Truss si dimette in diretta tv:Liz Truss si è dimessa, il mandato più breve di sempre. I Labour: "Elezioni subito", su www.ansa.it, 2022-20-07.
6. ↑   Uk, Liz Truss annuncia le dimissioni. Premier per 45 giorni, mandato più breve di sempre, su www.tg24.sky.it, 2022-20-07.
7. ↑  8 Parlamentari abbandonarono i conservatori,invece 2 Parlamentari Laburisti
8. ↑   Chaos among Tory MPs as Labour motion to force vote on fracking bill is defeated, su news.sky.com, 19 ottobre 2022. URL consultato il 23 ottobre 2022.